# Taqwim al-Sihha

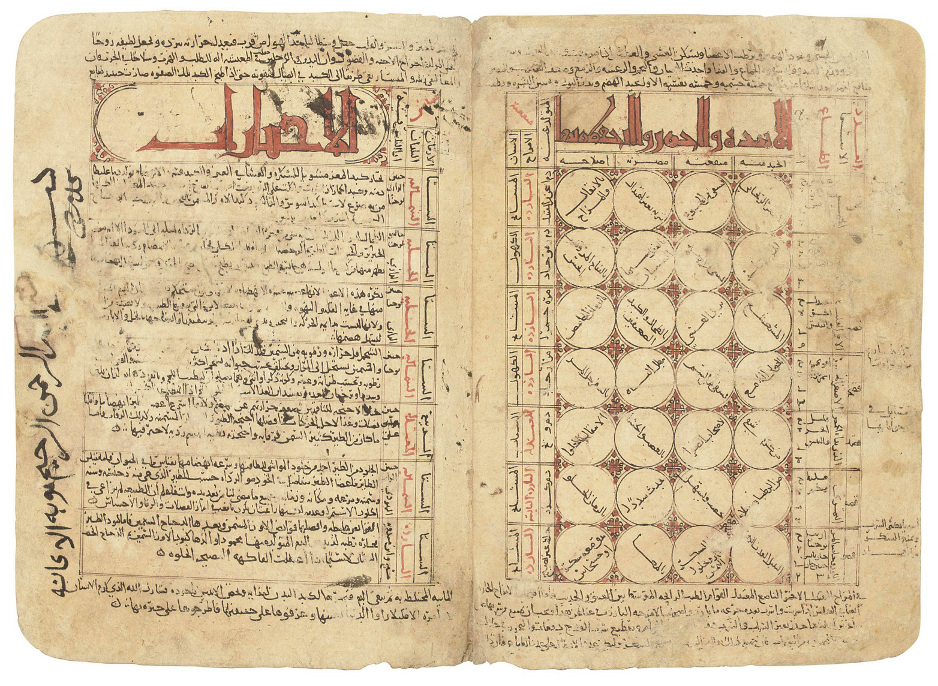
Original arabe, c. 1050

Le Tâqwim al-Sihha (تقوين الصحة) est un traité médical arabe écrit par Ibn Butlân vers 1050, dont le titre signifie approximativement "tableaux de santé".
Le texte d'Ibn Butlân est connu à travers 16 exemplaires répertoriés dans les bibliothèques d'Orient et d'Occident.
Les prescriptions du livre s'inspirent largement de la théorie des humeurs d'Hippocrate, elle-même basée sur la théorie des quatre éléments, reprise par Aristote et la tradition médicale gréco-romaine pour passer ensuite dans le monde arabe. En dehors d'Hippocrate (Ve siècle av. J.-C.), Ibn Butlân fait référence à d'autres médecins et auteurs anciens : Mnésithée (IVe siècle av. J.-C.), Dioscoride (Ier siècle), Rufus (Ier siècle), Galien (IIe siècle), Oribase (IVe siècle), Paul d'Égine (VIIe siècle), Gésios de Pétra (VIIe siècle),  Johannitius (VIIIe siècle), Théodore Priscien (Ve siècle), Rhazès (IXe siècle), Isaac (Xe siècle), Mesué (Xe siècle), Abulcassis (XIe siècle).   

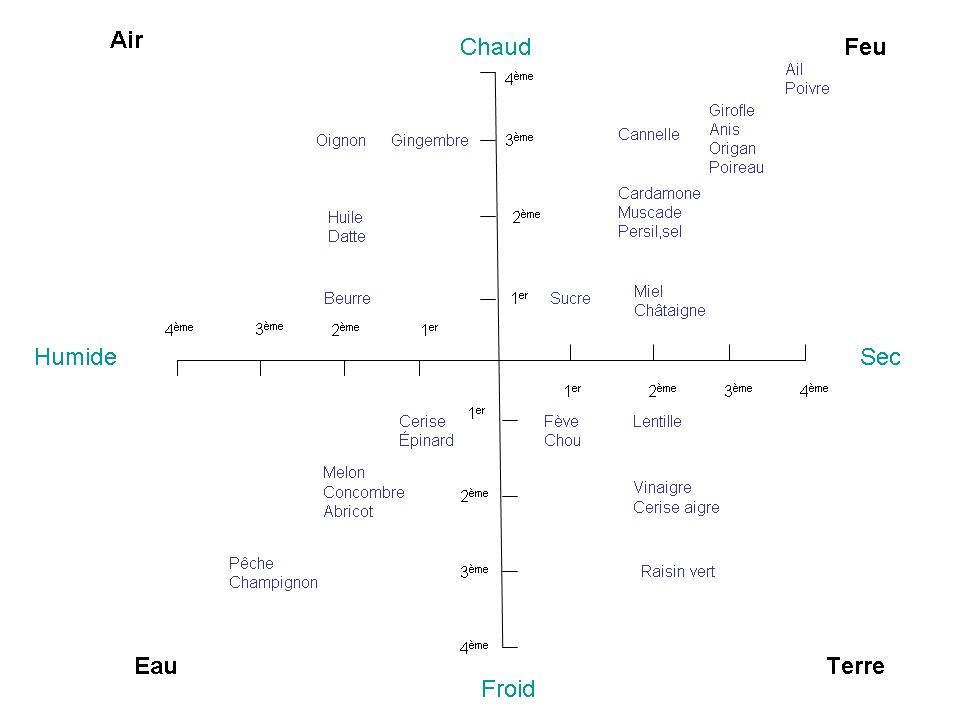
Diagramme des 4 humeurs et des 4 éléments.

Les aliments, mais aussi les phénomènes atmosphériques, les saisons, les comportements et tous les facteurs d'environnement en général sont classés en différentes catégories selon les qualités des éléments qui les composent sur deux axes — chaud et froid, sec et humide — et sur une échelle comprenant quatre degrés popularisée par Hippocrate et Galien.
La particularité du manuscrit est sa présentation rigoureuse en tableaux : en complément de textes théoriques, les éléments décrits sont regroupés par tables de sept lignes, chacune s'étendant sur les deux pages en vis-à-vis.
Quarante tables parsèment l'ouvrage, présentées de façon similaire : les colonnes 5 à 8 sont mises en valeur (élargies), alors que les premières et dernières colonnes sont très compactes et abrégées, comme on peut le voir sur l'illustration.

## Traductions
Le texte a été traduit en latin vers 1250 sous le nom de Tacuinum Sanitatis à la demande de la cour de Sicile, puis copié et diffusé en occident sous une forme fidèle à l'original. Vers 1380, il a ensuite été adapté sous une forme abondamment illustrée mais abandonnant la présentation en tableaux. C'est cette forme illustrée qui a permis sa plus grande diffusion.

## Éditions contemporaines
L'ouvrage a fait l'objet d'une édition critique et traduite en français en 1990 par Hosam Elkhadem :
Le Taqwim al-Sihha (Tacuini Sanitatis) d'Ibn Butlan : un traité médical du XIe siècle, Histoire du texte, édition critique, traduction, commentaire. Aedibus Peeters, 1990.